# Jewish Underground

Logotipo del grupo terrorista judío Leji, que el Jewish Underground adoptó como propio.

El Jewish Underground (en hebreo: המחתרת היהודית‎ HaMakhteret HaYehudit o, de forma abreviada, makhteret), a veces citado en español como Judíos Clandestinos, fue una organización radical ultraderechista considerada terrorista por Israel. Estaba formada por importantes miembros del movimiento político israelí Gush Emunim y estuvo activo entre 1979 y 1984. Entre los principales ataques terroristas organizados por el Jewish Underground destacan un ataque contra la Universidad Islámica de Hebrón (en la que murieron tres alumnos y otros 33 resultaron heridos) y la colocación de bombas en los coches de los alcaldes de Nablus, Ramala y al-Bireh, que mutilaron de por vida a dos de ellos. La detención de la mayoría de sus miembros frustró un ataque contra la mezquita de la Cúpula de la Roca de Jerusalén y una campaña de atentados contra autobuses de trabajadores en Jerusalén Este.
El nacimiento del Jewish Underground tuvo su origen en dos eventos históricos. El primero de ellos fue el Acuerdo de Paz de Camp David, que desembocó en el tratado de paz egipcio-israelí de 1979 y que el movimiento, opuesto al proceso de paz, deseaba bloquear al considerarlo como el primer paso hacia un Estado de Palestina en lo que los colonos judíos llamaban "Judea y Samaria". Un segundo aspecto histórico que dio origen a este grupo terrorista fue el proyecto de asentamientos israelíes en los territorios palestinos ocupados en 1967, que ubicó en estrecha proximidad a dos comunidades de distinto origen étnico y, como consecuencia, supuso un auge de las hostilidades que desencadenó un mayor énfasis del concepto de amenaza existencial en ambas comunidades. El Jewish Underground desarrolló dos principales objetivos operacionales: por un lado, volar la Cúpula de la Roca para ubicar en su lugar el Tercer Templo de Jerusalén, y por otro lado vengar los actos de violencia palestina contra colonos judíos y establecer así una disuasión punitiva. Algunos concebían la realización de ataques terroristas como una manera de empujar a los palestinos a huir de su tierra, y establecieron paralelismos con un movimiento terrorista judío anterior, Terror Contra Terror, que tenía objetivos similares. Robert Friedman ha afirmado que el Jewish Underground ha sido "la organización terrorista antiárabe más violenta desde el nacimiento del Estado de Israel".
Los miembros del Jewish Underground fueron finalmente detenidos y llevados a juicio con cargos que incluían la violación del Decreto de Prevención del Terrorismo de 1948. A 10 de los 27 detenidos se les retiró el cargo de afiliación a una organización terrorista tras alcanzar un acuerdo con la fiscalía. La mayoría de los condenados sirvieron condenas de menos de dos años. Los líderes del grupo fueron condenados a cadena perpetua, pero esta fue conmutada por 25 años en marzo de 1987 y por 15 años en mayo de 1988. Los tres fueron finalmente indultados y puestos en libertad en 1990.

## Historia

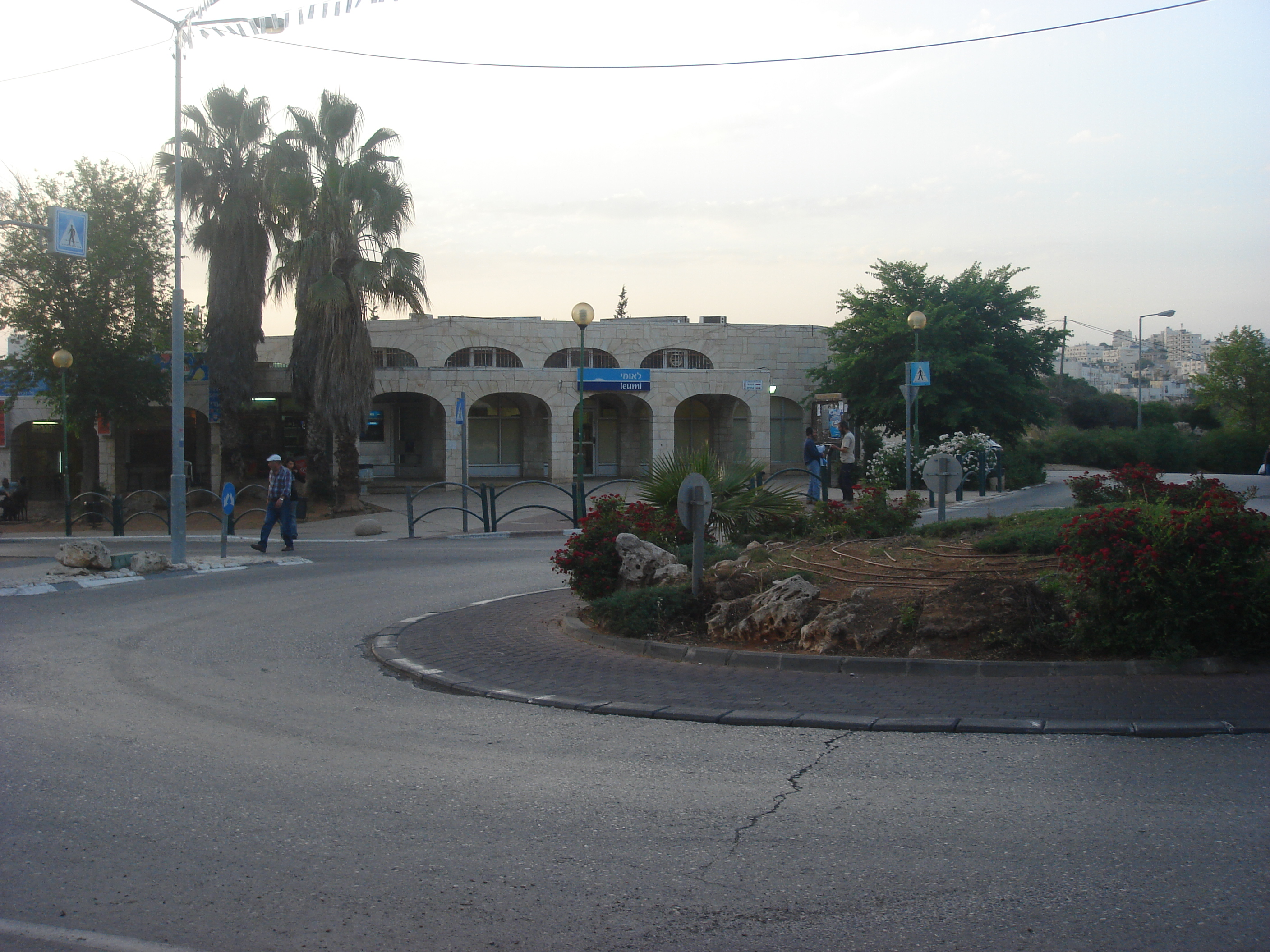
Asentamiento israelí de Kiryat Arba, a las afueras de Hebrón.

El Jewish Underground fue originalmente un grupo de activistas justicieros formado a comienzos de los años ochenta por aproximadamente 25 o 27 miembros del movimiento Gush Emunim, la mayoría de los cuales ocupaba puestos clave en dicho movimiento y en otras organizaciones de colonos israelíes. Sus integrantes se habían conocido principalmente en yeshivás y varios de ellos habían formado parte de unidades especiales del ejército israelí. Los creadores de la primera célula fueron tres hombres: Menachem Livni, Yehoshua Ben-Shoshan y Yehuda Etzion, a los que pronto se unieron Yitzhak Ganiram ("Akale"), Shaul Nir, su hermano Barak Nir y Uziahu Sharabaf (Sharback), yerno del rabino Moshe Levinger, fundador del movimiento Gush Emunim. Menachem Livni, un licenciado en ingeniería por el Technion de Haifa y comandante de un batallón de reserva de ingenieros de combate, se había mudado al asentamiento judío de Hebrón en 1970, y en 1977 había sido elegido presidente del consejo local del asentamiento Kiryat Arba. Yehuda Etzion, cofundador del asentamiento de Ofra, había estudiado a cargo de dos rabinos, Zvi Yehuda Kook y Yehuda Amital, pero estaba profundamente influenciado por los escritos de Shabtai Ben-Dov y se había consagrado a organizar la destrucción de la Cúpula de la Roca, mientras que Livni, que había sido estudiante de Moshe Levinger en Kiryat Arba, se oponía a un ataque en la Explanada de las Mezquitas y estaba más preocupado por organizar ataques contra palestinos en los territorios ocupados. En el grupo circulaba el concepto de que numerosos ataques terroristas contra los palestinos acelerarían el éxodo de la población civil palestina. El ideario del grupo rechazaba los cimientos democráticos del Estado de Israel.
El grupo que cristalizó alrededor de estos tres líderes adoptó el símbolo del Leji como emblema. La principal función de sus ataques sobre ciudadanos palestinos era la venganza y los ataques estaban diseñados para inspirar terror en la población palestina. La financiación para las actividades clandestinas del grupo provenía principalmente de judíos estadounidenses, que justificaban su apoyo al terrorismo en base a amistades personales. La organización también contó con un importante apoyo de dos miembros relevantes de la administración militar israelí en Palestina, así como con la ayuda de varios oficiales en la reserva y de un oficial en activo del ejército israelí. Sus operaciones supusieron desde la colocación de bombas incendiarias en vehículos de miembros del Comité de Orientación Nacional palestino hasta el tiroteo de estudiantes universitarios palestinos en Hebrón, pasando por una operación que estuvo a punto de llevarse a cabo y que planeaba volar la Cúpula de la Roca en la Explanada de las Mezquitas de Jerusalén. En 1984, el Shin Bet (el servicio de inteligencia interior de Israel) descubrió un plan que preveía la colocación de bombas en autobuses de trabajadores palestinos en Jerusalén Este, lo que desencadenó la operación policial y los juicios que terminaron definitivamente con la actividad terrorista del grupo.

## Atentados

### Coches bomba contra alcaldes palestinos
Menachem Livni construyó muchas de las bombas utilizadas en una serie de atentados con coche bomba contra alcaldes palestinos el 2 de junio de 1980. A raíz de estos atentados, dos destacados políticos palestinos quedaron mutilados de por vida: Bassam Shakaa, alcalde de Nablus, que perdió ambas piernas, y Karim Khalaf, alcalde de Ramala, que perdió una de sus piernas. Una tercera víctima, el alcalde de al Bireh Ibrahim Tawil, se salvó del atentado porque se descubrió el explosivo antes de que accediese a su vehículo. Diversos portavoces de Gush Emunim reaccionaron a los atentados con comentarios de celebración, como "bien organizado, muy buen trabajo" y "espero que lo hayan hecho judíos". Se cuenta que al oír las noticias de los atentados, el rabino Haim Drukman, cofundador de Gush Emunim, citó la canción de Débora: "¡Así, que todos los enemigos de Israel perezcan!"

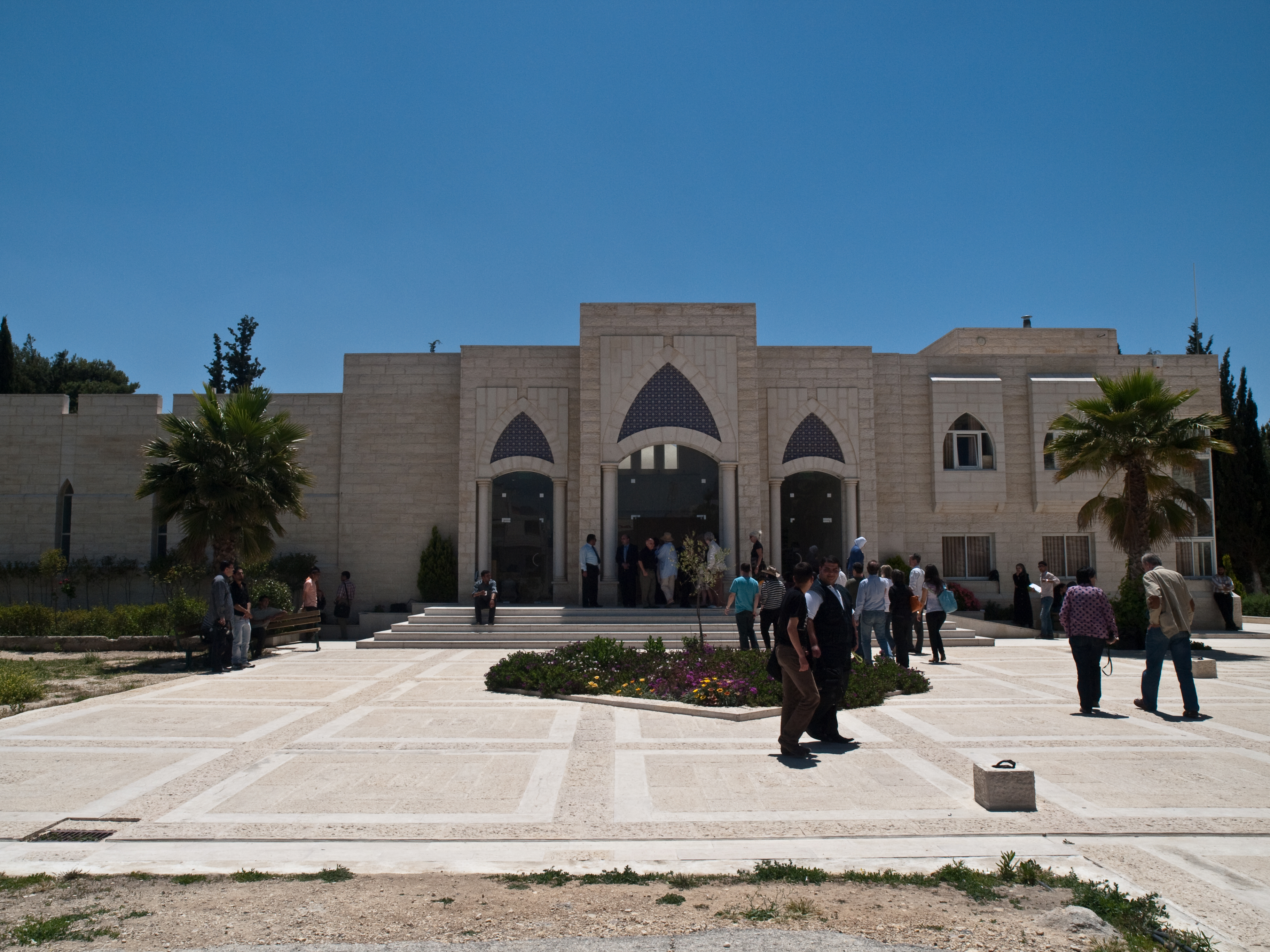
Universidad Islámica de Hebrón (2005).

### Ataque contra los estudiantes de la Universidad Islámica de Hebrón
En lo que afirmaron que se trataba de una represalia por el asesinato de Aharon Gross, un estudiante de una yeshivá en Hebrón dependiente de Mercaz HaRav Kook, tres terroristas del grupo, Shaul Nir, Barak Nir y Uzi Sharbaf llevaron a cabo un atentado en la Universidad Islámica de Hebrón el 26 de julio de 1983. Con la cara cubierta por un pasamontañas, Shaul Nir llegó a su objetivo, una concurrida calle de Hebrón, y disparó dos ráfagas al aire con su Kalashnikov para señalar que la zona estaba despejada. Uzi Sharbaf condujo un Peugeot 504 que se detuvo frente a la universidad. Ambos se adentraron entonces en el patio de la universidad y comenzaron a disparar a los alumnos. Barak Nir, el hermano de Shaul, se mantuvo junto al vehículo y disparó ráfagas de disparos contra alumnos que se habían asomado a las ventanas del segundo piso para descubrir qué estaba pasando. Su hermano Shaul y Sharbaf accedieron entonces a la universidad y lanzaron una granada en un pasillo donde se había reunido un consejo estudiantil. Poco después se retiraron, quemaron las pruebas y se escondieron en la casa de Ganiram en los Altos del Golán. En total, asesinaron a tres estudiantes e hirieron a otros 33.

### Plan para volar la Cúpula de la Roca

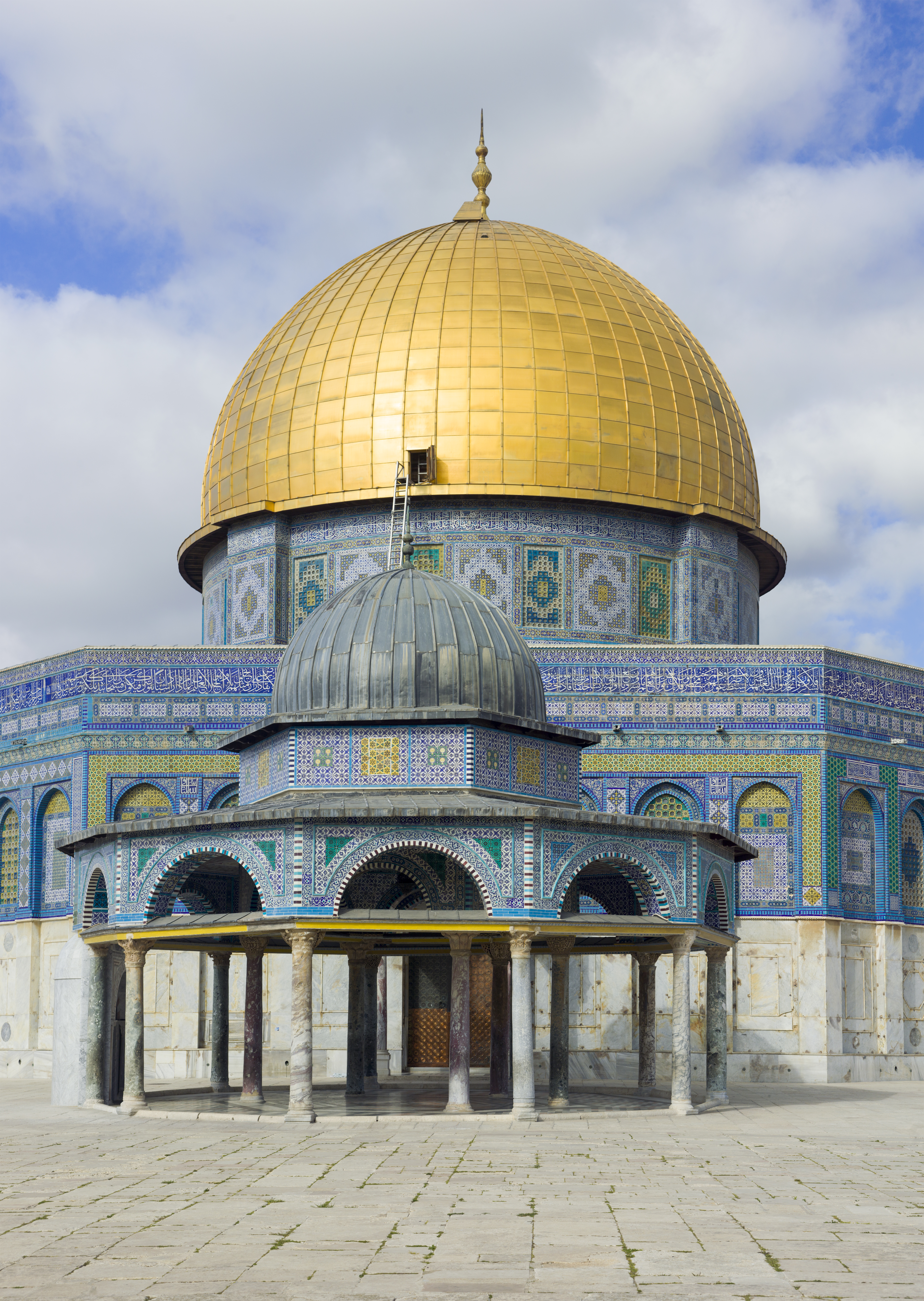
Mezquita de la Cúpula de la Roca de Jerusalén.

La mezquita de la Cúpula de la Roca y la mezquita de Al-Aqsa, ambas ubicadas en la Explanada de las Mezquitas, eran consideradas por los integrantes del grupo como una "abominación", y el plan para volar la primera de ellas pretendía "despertar" a los judíos y sentar las bases para la creación del Tercer Templo. Los integrantes de la banda idearon dos posibles planes para destruir la Cúpula de la Roca. Uno de ellos consistía en estrellar un avión cargado de explosivos contra la mezquita. Un miembro del grupo era un experto en explosivos del ejército israelí que tenía acceso a suficiente munición y material robado al ejército como para llevar a cabo el plan.

### Atentados planeados contra los autobuses de Jerusalén
A primera hora de la mañana del 27 de abril de 1984, siguiendo el plan ideado por Livni, tres terroristas fueron a Jerusalén Este y adosaron 16 potentes artefactos explosivos con 64 kilos de dinamita a los bajos de seis autobuses que hacían rutas hacia diversas localidades palestinas, como el campamento de refugiados de Kalandia. Las bombas estaban programadas para explotar aquella misma tarde, dado que era viernes, uno de los días más ajetreados de la semana, en el que los autobuses irían abarrotados de fieles palestinos que regresarían a casa tras las oraciones del Isra y Mirach. El Shin Bet los arrestó a las 4:30, justo después de que terminasen de instalar las bombas. Fue durante los interrogatorios que siguieron a estas detenciones cuando los agentes israelíes se toparon con pruebas de que la célula pretendía volar la Cúpula de la Roca, una misión que, de haberse llevado a cabo, habría podido causar una catástrofe de enormes proporciones o incluso un conflicto armado a nivel mundial. Una semana más tarde, las fuerzas de seguridad israelíes llevaron a cabo una redada en el asentamiento de Kiryat Arba en la que encontraron un alijo de armas y explosivos robados del programa de defensa regional y relacionados con el plan de destruir la Cúpula de la Roca.

## Arrestos, juicio, condenas e indultos

### Arrestos
El 27 de abril de 1984, agentes del Shin Bet arrestaron a 28 personas, la mayoría de ellos colonos israelíes en Cisjordania y los Altos del Golán, y en especial de los asentamientos cercanos a la ciudad palestina de Hebrón. Los arrestos llegaron al final de una larga investigación de dos años encabezada por el jefe de la División de Delitos Graves y ejecutada por noventa policías. Las diferentes condiciones legales en las que se encuentran judíos y palestinos fueron el motivo por el que el grupo permaneció activo y desapercibido durante 5 años. En el caso de los palestinos, Israel aplica las Normas de Emergencia de la Defensa del Mandato británico de Palestina de 1945, mientras que a los sospechosos judíos se les aplican los procedimientos del código penal israelí, cuyas regulaciones no prevén la detención administrativa (la detención de un sospechoso durante un número ilimitado de plazos de dos semanas, sin juicio y sin conocer de qué se le acusa), la demolición de sus viviendas ni otras formas de presión para obtener confesiones.
A la investigación le siguieron una cadena de arrestos en los que la policía llamó a declarar a una serie de dirigentes políticos y líderes de asociaciones de colonos, incluidos los futuros parlamentarios Eliezer Waldman y Moshe Levinger. Veinticinco de los miembros del movimiento Gush Emunim que habían sido arrestados fueron juzgados por una serie de cargos relacionados con el plan para destruir la Cúpula de la Roca, el ataque contra la Universidad Islámica de Hebrón en 1983, el intento de asesinato de los alcaldes palestinos de Ramala, Nablus y al-Bireh, los frustrados atentados contra autobuses y unos cuantos delitos más. 

### Juicio
Nur Masalha señala que muchos de los sospechosos fueron "mimados" durante el juicio. Diversos políticos de los partidos Likud, Morasha y Tehiya visitaron a los sospechosos en prisión para expresarles su solidaridad. Un "impresionante grupo de importantes rabinos" formó un lobby para presionar al gobierno en su favor. Yigal Cohen-Orgad y Rehavam Ze'evi ofrecieron declaraciones atestiguando el buen carácter de los acusados, mientras que otros miembros del parlamento israelí como Meir Cohen-Avidov y Dov Shilansky apoyaron abiertamente al grupo terrorista desde el principio. Yuval Ne'eman afirmó que habían actuado puramente en defensa propia. Diversos partidos religiosos presentaron en el Knesset una ley para concederles la amnistía. En una encuesta del diario israelí Haaretz llevada a cabo a mediados de 1985, según Nur Masalha, el 52,6% de los israelíes encuestados estaban a favor de la liberación inmediata de los presos sin siquiera llegar a juicio. Edward Alexander, sin embargo, afirma que una encuesta de Haaretz realizada en junio reveló que el 60% de los israelíes condenaban las actividades del Jewish Underground y consideraban que los culpables merecían un severo castigo, mientras que el 14% de los entrevistados afirmó estar de acuerdo con el grupo y el 17,5% dijo que algunos de sus actos estaban justificados. Según Israel Shahak, el rabino Aharon Lichtenstein declaró que este caso debería tratarse de una manera distinta al asesinato de un judío por parte de otro judío puesto que, dado que habían sido asesinados unos gentiles, que tienen una alma distinta a la de los judíos, y aunque era necesario algún tipo de castigo, dicho castigo tenía que reflejar esta distinción. Una opinión incluso más radical mostraba la publicación Tzfiyah, que argumentaba que el mandamiento "no matarás" solo es aplicable cuando la víctima es judía, mientras que matar a alguien que no sea judío es un crimen diferente que solo puede ser juzgado por Dios, no por tribunales formados por personas.

El juez que presidía el tribunal, Shmuel Finkelstein, expuso una serie de circunstancias atenuantes para diferenciar entre lo que él consideraba como terrorismo premeditado palestino y los actos de venganza de los miembros del Underground:
Este grupo de hombres (...) es único. La mayoría, si no todos, tienen tanto una educación académica como en yeshivá. La mayoría han servido en el ejército israelí y han participado en las guerras de Israel (...) La mayoría son hombres trabajadores y hombres de la Torá que dejaron atrás una vida fácil para irse con sus familias a establecer, desarrollar y proteger asentamientos judíos (...) Los delitos de algunos de los acusados se explican en el fervor de su fe religiosa; como los hombres que se rebelaron con Korah, cada uno de ellos cogió su cacerola de incienso y la llenó con fuego idólatra en contra del deseo de Dios. Las transgresiones de este tipo de personas no son como los delitos cometidos por otros cuyo objetivo es destruir, matar, aniquilar.
El juez Yaakov Bazak, en cuya oficina colgaba un retrato del rabino radical Zvi Yehuda Kook, simpatizaba con la desesperación de los colonos de Hebrón por la inacción del gobierno israelí a la hora de lidiar con el terrorismo, y declaró que el objetivo de los ataques terroristas, la Universidad Islámica de Hebrón, enseñaba "con gran fanatismo el odio hacia los judíos". En un receso durante el juicio se supo que el gobierno israelí había negociado con éxito un intercambio de prisioneros (conocida como el acuerdo Jibril), que del lado palestino dejaba en libertad a 1.100 presos, incluidos los condenados por los asesinatos de Beit Hadassah y el asesino de Aharon Gross. La noticia afectó directamente a la sentencia: Rehavam Ze'evi culpó al gobierno de las negociaciones y declaró que la desesperación había sido la que había empujado los terroristas, "pioneros, hombres con visión y fe", a tomarse la justicia por su mano.

### Condenas
Las sentencias llegaron en julio de 1985, tras 13 meses de un juicio calificado como uno de los más políticamente explosivos de la historia de Israel. Shaul Nir, Menachem Livni y Uzi Sharbaf fueron sentenciados a cadena perpetua, mientras que el resto recibieron sentencias de cárcel que iban de los 3 a los 9 años. 

### Indultos
En total, 20 miembros del grupo terrorista fueron liberados antes de haber cumplido dos años de su sentencia, en septiembre de 1986. Las tres cadenas perpetuas fueron conmutadas hasta tres veces por el presidente de Israel, Chaim Herzog: primero pasaron de cadena perpetua a 25 años en marzo de 1987, poco después a 15 años en mayo de 1988, hasta quedar finalmente reducidas a 10 años y, con los beneficios por buen comportamiento, los tres terroristas fueron liberados el 27 de diciembre de 1990, tras lo que fueron recibidos como "héroes" por los líderes del movimiento Gush Emunim.

## Consecuencias
Rehavam Ze'evi fue asesinado por un comando terrorista palestino en 2001, mientras Shaul Nir recibió un disparo y quedó en estado crítico en un ataque sucedido el 9 de diciembre de 2015.
El Jewish Underground causó un cisma en el movimiento Gush Emunim. La mayoría de sus miembros habían descartado la posibilidad de que existiese de un movimiento violento y secreto hasta que llegaron los arrestos, y argumentaban que se trataba de rumores difundidos por Paz Ahora para desacreditar a Gush Emunim. Las noticias de la liberación de los terroristas evidenciaron un enorme apoyo de los colonos. Por otro lado, la mayoría de los israelíes condenaron los asesinatos de civiles inocentes y el desprecio por la ley secular israelí mostrado por los miembros del Jewish Underground.
Yehuda Etzion ha seguido presionando desde entonces por la construcción del Tercer Templo en el lugar en el que se ubica la Cúpula de la Roca, en la Explanada de las Mezquitas. Aunque no se ha arrepentido de su propio pasado, protestó públicamente contra el crimen de Duma, en el que un colono israelí prendió fuego a la vivienda de una familia palestina mientras dormía, causando la muerte de tres de ellos, incluido un bebé de un año. Sin embargo, mostró su simpatía por los motivos que habían llevado al terrorista a quemar la casa.
Menachem Livni fue condenado por "poner en riesgo la vida ajena" al disparar a un conductor palestino en 2003. Un acuerdo prejudicial otorgó a la víctima 15.000 séqueles en 2014. También en 2003 fundó las bodegas Livni en el asentamiento israelí de Kiryat Arba. Un reportaje de investigación del periodista israelí Uri Blau reveló en 2015 que Menachem Livni ha estado recibiendo un salario mensual del Hebron Fund estadounidense desde que cometió los ataques. La práctica de utilizar donaciones deducibles de impuestos en los Estados Unidos para apoyar a terroristas judíos se ha usado, según Blau, en otro puñado de casos como el de Ami Popper.